# Palácio Dez de Julho
O Palácio Dez de Julho, construído em Pindamonhangaba em 1870, é um notável exemplar da arquitetura residencial da aristocracia cafeeira do Vale do Paraíba.

## História
O Palacete Dez de Julho, sede da Prefeitura de Pindamonhangaba até julho de 2007, foi construído na segunda metade do século XIX (1870 a 1876) para ser residência dos Barões de Itapeva.

## Tombamento
Foi tombado pelo Condephaat em 1969 (processo nº 7864/69).

## Ligações Externas
- Vitruvius - Palacete Dez de Julho / Companhia de Projeto